# روبرت بيرن (مؤلف)
روبرت بيرن (بالإنجليزية: Robert Byrne)‏ (22 مايو 1930، دوبوك في الولايات المتحدة - 6 ديسمبر 2016)؛ روائي أمريكي. درس في جامعة كولورادو بولدر.